# کیشلان-ژمیخه
کیشلان-ژمیخه (به لهستانی:  Kisielany-Żmichy) یک روستا در لهستان است که در گمینا موکوبوده واقع شده‌است.